# جون موريس (سائق سباق)
جون موريس (بالإنجليزية: John Morris)‏ هو سائق سباق بريطاني، ولد في 1944.